# Felix McGrath
Charles Felix McGrath (ur. 13 marca 1963 w Princeton) – amerykański narciarz alpejski.

## Kariera
W zawodach Pucharu Świata zadebiutował 20 marca 1985 roku w Park City, gdzie zajął 13. miejsce w slalomie. Tym samym już w debiucie zdobył pierwsze pucharowe punkty. Jedyny raz na podium zawodów tego cyklu stanął 12 marca 1988 roku w Åre, kończąc rywalizację w tej samej konkurencji na drugiej pozycji. Rozdzielił tam Włocha Alberto Tombę i Austriaka Günthera Madera. Najlepsze wyniki osiągnął w sezonie 1987/1988, kiedy zajął 15. miejsce w klasyfikacji generalnej i trzecie w klasyfikacji slalomu.
Na mistrzostwach w Crans-Montana w 1987 roku zajął 10. miejsce w slalomie i 13. miejsce w kombinacji. Brał też udział w  igrzyskach olimpijskich w Calgary rok później, plasując się na 13. pozycji w gigancie. Startował tam również w kombinacji i slalomie, jednak nie ukończył rywalizacji.
Po zakończeniu kariery pracował jako trener w New Hampshire i Norwegii. Ożenił się z norweską biegaczką narciarską Selmą Lie, ich syn - Atle Lie McGrath reprezentuje Norwegię w narciarstwie alpejskim.

## Osiągnięcia

### Igrzyska olimpijskie
| Miejsce | Dzień     | Rok  | Miejscowość | Konkurencja | Czas biegu | Strata | Zwycięzca     |
| ------- | --------- | ---- | ----------- | ----------- | ---------- | ------ | ------------- |
| DNF     | 17 lutego | 1988 | Calgary     | Kombinacja  | 36,55 pkt  | –      | Hubert Strolz |
| 13.     | 25 lutego | 1988 | Calgary     | Gigant      | 2:06,37    | +4,23  | Alberto Tomba |
| DNF1    | 27 lutego | 1988 | Calgary     | Slalom      | 1:39,47    | -      | Alberto Tomba |

### Mistrzostwa świata
| Miejsce | Dzień    | Rok  | Miejscowość   | Konkurencja | Czas biegu | Strata     | Zwycięzca       |
| ------- | -------- | ---- | ------------- | ----------- | ---------- | ---------- | --------------- |
| 13.     | 1 lutego | 1987 | Crans-Montana | Kombinacja  | 28,27 pkt  | +65,25 pkt | Marc Girardelli |
| 10.     | 8 lutego | 1987 | Crans-Montana | Slalom      | 1:54,63    | +1,66      | Frank Wörndl    |

### Puchar Świata

#### Miejsca w klasyfikacji generalnej
- sezon 1984/1985: 98.
- sezon 1985/1986: 78.
- sezon 1986/1987: 71.
- sezon 1987/1988: 15.
- sezon 1988/1989: 33.
- sezon 1989/1990: 51.

#### Miejsca na podium
1. Åre – 19 marca 1988 (slalom) – 2. miejsce